# Baschkirisches Staatliches Opern- und Balletttheater

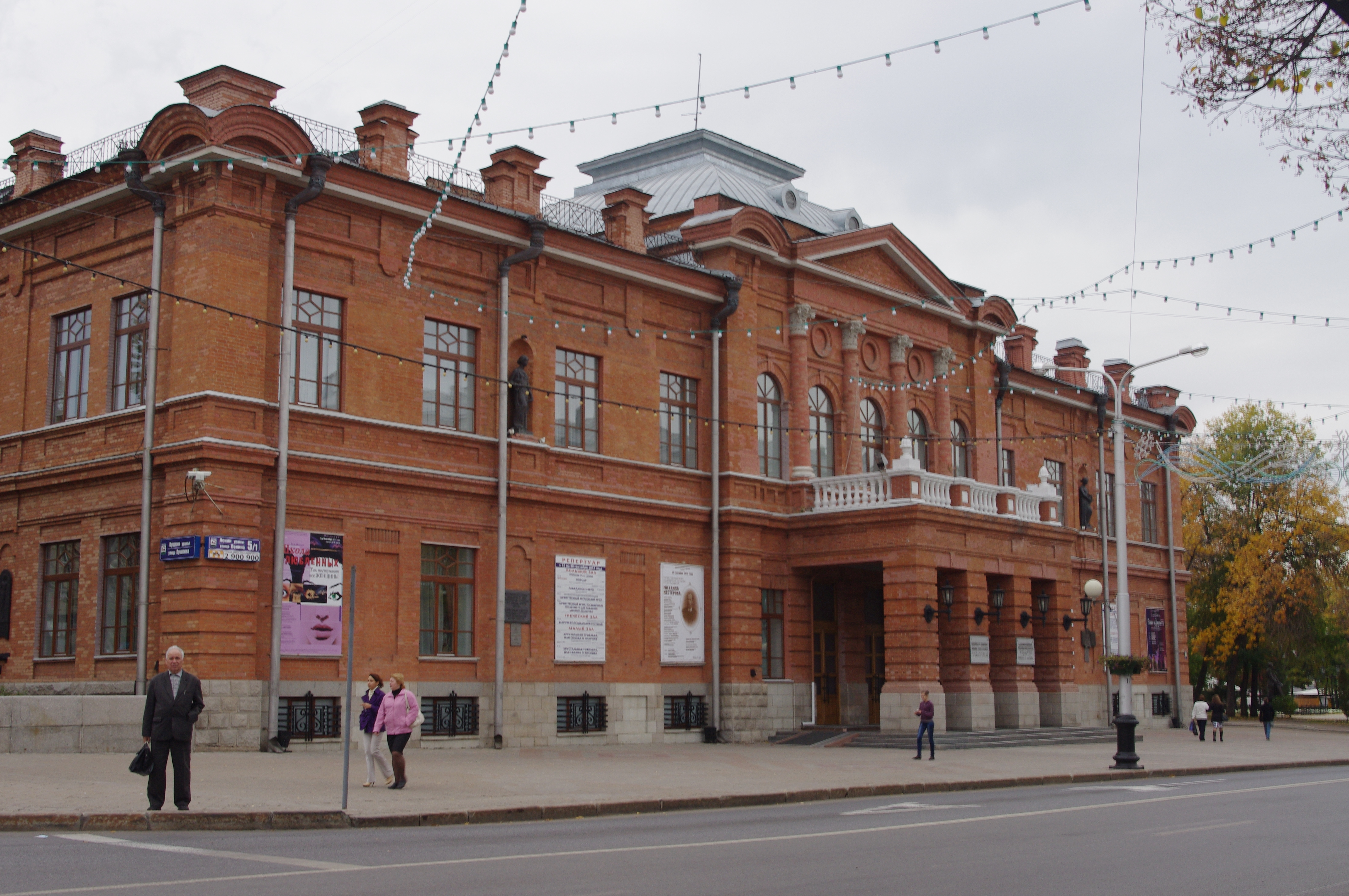
Das Gebäude der Oper (Aksakow-Volkshaus)

Das Baschkirische Staatliche Opern- und Ballettheater (russisch Башкирский государственный академический театр оперы и балета Baschkirski gossudarstwenny akademitscheski teatr opery i baleta, deutsch Baschkirisches Staatliches Akademisches Theater der Oper und des Ballets) ist eine Oper und ein Ballettheater in Ufa, der Hauptstadt Baschkortostans in Russland. Sie wurde am 14. Dezember 1938 eingeweiht.

## Geschichte
Mit dem Bau des Hauptgebäudes, genannt Aksakow-Volkshaus, wurde 1914 nach einem Entwurf von Pawel Pawlowitsch Rudawski begonnen. Die Entscheidung zum Bau des Gebäudes wurde bereits 1909, am 50. Todestag des Schriftstellers Sergei Timofejewitsch Aksakow getroffen. Am 14. Dezember 1938 wurde es mit der Erstaufführung von Giovanni Paisiellos Oper La molinara (bzw. L’amor contrastato) in baschkirischer Sprache eingeweiht. Anfangs bestand das Ensemble hauptsächlich aus baschkirischen Absolventen des Moskauer Konservatoriums. Das Repertoire, anfangs hauptsächlich bestehend aus Werken ausländischer Komponisten, wurde um baschkirische Ballette und Opern wie Akbusat (Акбузат) oder das erste baschkirische Ballett Das Kranichlied (Журавлиная песнь) und andere erweitert. Die erste baschkirische Nationaloper Chakmar wurde 1940 uraufgeführt. Während des Zweiten Weltkriegs wurde die Kiewer Staatsoper nach Ufa evakuiert, was durch die Zusammenarbeit mit den erfahrenen ukrainischen Künstler wesentlich zur Entwicklung der Baschkirischen Staatsoper beitrug.
In den 1950er- und 1960er-Jahren gab es Premieren von zahlreichen Balletten baschkirischer Künstler. In den 1980ern gab es erste baschkirische Aufführungen für Kinder. Stücke aus dieser Zeit umfassen Ballette wie In der Nacht einer Mondfinsternis (В ночь лунного затмения), Das Land Aigul (Страна Айгуль) und Opern wie Die Zeitgenossen von Achmetow, Die Gesandten des Urals, Schwarze Wasser von Nisametdinow, musikalische Komödien wie Die Schwägerin von Ismagilow und Die Herzen sind voller Liebe von T. M. Scharipow.
Nach dem Zerfall der Sowjetunion 1991 war ein bedeutendes Ereignis die Produktion des Ballets „Hodscha Nasreddin“. Auch zahlreiche andere hauptsächlich ausländische Opern und Ballette wurden aufgeführt.
Seit 1991 veranstaltet das Baschkirische Staatliche Opern- und Balletttheater das Internationale Festival für Opernkunst „Schaljapin-Abende in Ufa“ und seit 1993 das Internationale Ballettfestival zu Ehren von Rudolf Nurejew.